# Shahrestān-e Kordkūy
Shahrestān-e Kordkūy (persiska: شهرستان كردكوی, كردكوی) är en delprovins (shahrestan) i Iran.   Den ligger i provinsen Golestan, i den norra delen av landet, 270 km öster om huvudstaden Teheran.
Delprovinsen hade 71 270 invånare 2016.